# 斑紋天竺鯛
斑紋天竺鯛，為輻鰭魚綱鈎頭魚目天竺鯛科的其中一個種。

## 分布
本魚分布於西大西洋區，包括美國、加拿大、加勒比海、墨西哥灣、委內瑞拉、巴西等海域。

## 深度
水深0至128公尺。

## 特徵
本魚體延長而側扁，眼大，口大略下位。魚體紅色或暗紅色，在第二背鰭基底及尾柄各具一枚黑色圓形眼斑，眼睛周圍有一黑色縱斑紋，尾鰭凹形，體長可達11公分。

## 生態
本魚棲息於海灣、珊瑚礁，白天躲藏洞穴中，夜間出來覓食，屬肉食性，小型底棲甲殼類為食。繁殖期時，雄魚具有口孵習性，卵約7日化成仔魚，由雄魚吐出，具短暫的仔魚飄浮期。

## 經濟利用
可做為觀賞魚。